# 智異ノ山正一郎
智異ノ山 正一郎（ちいのやま しょういちろう、1922年3月25日 - 没年不明）は、朝鮮慶尚南道（現在の大韓民国慶尚南道）出身で出羽海部屋に所属した元大相撲力士。本名廬 𤌤于（真中の字は火偏に夏）、日本名：豊川 正一郎。最高位は西十両3枚目。身長195cm、体重131kg。得意技は右四つ、割り出し。

## 経歴
初土俵は1940年1月場所。1944年11月場所には新十両。しかし、終戦直後の1945年11月場所には出場せず、そのまま引退して韓国に帰国、相撲の指導者を務めた。
日本統治下の『朝鮮』出身力士として、唯一十両昇進を果たした。

## 主な成績
- 通算成績：46勝20敗10休  勝率.697
- 十両成績：9勝8敗10休  勝率.529
- 現役在位：12場所
- 十両在位：3場所

### 場所別成績
| 1940年 （昭和15年） | （前相撲）          | （番付外）         | x                       |
| 1941年 （昭和16年） | （前相撲）          | 東序ノ口29枚目 4–4 | x                       |
| 1942年 （昭和17年） | 西序二段105枚目 5–3 | 東序二段11枚目 6–2 | x                       |
| 1943年 （昭和18年） | 東三段目37枚目 6–2  | 西三段目2枚目 6–2  | x                       |
| 1944年 （昭和19年） | 東幕下29枚目 6–2    | 東幕下7枚目 4–1    | 東十両13枚目 5–5        |
| 1945年 （昭和20年） | x                   | 東十両7枚目 4–3    | 西十両3枚目 引退 0–0–10 |
| 各欄の数字は、「勝ち-負け-休場」を示す。 優勝 引退 休場 十両 幕下 三賞：敢=敢闘賞、殊=殊勲賞、技=技能賞 その他：★=金星 番付階級：幕内 - 十両 - 幕下 - 三段目 - 序二段 - 序ノ口 幕内序列：横綱 - 大関 - 関脇 - 小結 - 前頭（「#数字」は各位内の序列） |                     |                    |                         |

- 2025年現在の相撲レファレンスの登録情報では、戦時中～終戦直後の幕下以下の枚数は不正確となっている。ここでは小島貞二コレクションの番付実物画像や「近世日本相撲史」等を参照した。

## 改名歴
- 咸陽山（由来は出身地の咸陽郡から） - 1940年1月場所 - 1944年1月場所
- 智異ノ山（由来は出身地の智異山から）- 1944年5月場所 - 1945年11月場所